# Kediv
Kediv o Khediv (del persa khidiw o khadiw, «senyor») fou el títol dels sobirans del Kedivat d'Egipte entre 1867 i 1914. La forma àrab khidawi (khedivial) fou utilitzada per Ismaïl Paixà, wali o virrei d'Egipte (1863-1879) encara que ja abans l'havien utilitzat oficiosament Abbàs I Hilmí Paixà (1848-1854) i Muhàmmad Said Paixà (1854-1863). El virrei d'Egipte Ismaïl Paixà buscava obtenir aquest títol distintiu d'altres; amb suborns i mercès a l'ajut amb tropes per reprimir la revolta de Creta, el sultà otomà li va conferir el títol de kediv per firman de 8 de juny de 1867. El 19 de desembre de 1914 el kediv Abbas II Hilmi Paixà fou deposat pels britànics i proclamat al seu lloc Hussein Kamil, que va adoptar el títol de sultà per marcar la independència del país amb relació a Turquia.
Tot i que sovint es llegeix la transcripció anglesa khediv, la forma normalitzada en català és kediv, segons el Gran Diccionari de la Llengua.

## Llista de kedivs
- Ismaïl Paixà (8 de juny de 1867 - 26 de juny de 1879)
- Muhammad Tawfik Paixà (26 de juny de 1879 - 7 de gener de 1892)
- Abbās II Hilmi Paixà (8 de gener de 1892 - 19 de desembre de 1914)